# Abou Lakhal
Abou Lakhal (en àrab عبو لكحل, ʿAbū Lakḥal; en amazic ⵄⴱⴱⵓ ⵍⴽⵃⵍ) és una comuna rural de la província de Figuig, a la regió de L'Oriental, al Marroc. Segons el cens de 2014 tenia una població total de 2.017 persones.